# CANT 12
Il CNT CANT 12 era un idroricognitore marittimo monomotore biplano a scafo centrale realizzato dall'azienda italiana Cantieri Navali Triestini (CNT) nel 1926 ma non avviato alla produzione in serie.
Nato come sviluppo ad uso militare del precedente CANT 7 venne convertito all'uso civile come aereo da addestramento per i futuri piloti della compagnia aerea Società Italiana Servizi Aerei (SISA).

## Storia

### Sviluppo
Il CANT 12 venne sviluppato nel 1926 come variante del precedente CANT 7 sempre nel ruolo di ricognitore marittimo da proporre alla Regia Marina. Il prototipo venne realizzato presso i cantieri di Monfalcone ma dopo averlo portato in volo per la prima volta le impressioni non furono soddisfacenti ed il programma di sviluppo venne interrotto.

### Impiego operativo
Sfumata la possibilità di un suo impiego militare il velivolo venne dirottato verso la scuola di volo della Società Italiana Servizi Aerei (SISA) situata a Portorose ed utilizzato per la formazione dei piloti della compagnia fino alla sua radiazione a causa della trasformazione in un altro modello.

## Descrizione tecnica
Il CANT 12 era un idrovolante a scafo centrale dall'aspetto tradizionale per l'epoca.
Lo scafo era caratterizzato da un abitacolo di pilotaggio aperto in posizione avanzata che terminava posteriormente in un impennaggio cruciforme monoderiva e dai piani orizzontali controventati.
La configurazione alare era biplana, con ali di ugual misura collegate tra loro da una serie di montanti e tiranti, con l'inferiore dotata di piccoli galleggianti equilibratori.
La propulsione era affidata ad un singolo motore Isotta Fraschini V.6, un sei cilindri a V raffreddato ad aria capace di erogare una potenza di 250 CV (187 kW), montato in configurazione spingente e collegato ad un'elica bipala in legno a passo fisso.

## Utilizzatori
Italia
- Società Italiana Servizi Aerei (SISA)